# Драгиња Влашић
Драгиња Влашић (Војка, јануар 1928 — Земун, 20. октобар 2011) била је српска академска сликарка.

## Биографија
Драгиња Влашић је рођена јануара 1928. год у селу Војка у Срему. Основну школу је завршила у Војки у Старој Пазови а гимазију у Земуну. 1952. године уписује студије математике на Природно-математичком Факултету у Београду и паралелно Академију ликовних уметности. Студије математике убрзо напушта, а Академију ликовних уметности завршава 1956. године у класи Зоре Петровић. Кратко време након студија ради као професор ликовног васпитања. Убрзо напушта стално запослење и целовито се посвећује сликарском стваралаштву. Последње три деценије живота, због болести проводи повучена од јавности у свом атељеу у Земуну. Међутим, болест је не спречава да интензивно ствара, скоро до самог краја живота.
Умрла је у Земуну 2011. године и сахрањена 22. октобра на Новом бежанијском гробљу.

## Сликарство
Сика Драгиње Влашић настаје без припремних радњи, без модела, без скица. Пре самог акта сликања, дело је већ цело у уметниковој имагинацији доживљено и сликарском инвенцијом у потуности решено. Такво, треба га само пренети на платно и визији сачувати трајност. Зато Драгиња Влашић слика у крајњој напетости целог свог уметничког бића, у потпуној стваралачкој тензији, док пламен инспирације букти и док је идеја јасна, а визија уметнику докучива. Цело уметниково биће - и духовно и физички - потпуно је ангажовано стваралачкима актом. Сликар хита, он бојом мисли и осећа; удар четке је плаховит, концепција драматична, а садржина цела визионарска. Таква остварења - када уметнику није понестало даха у савладавању огромног формата - представљају најбоља дела Драгиње Влашић, снажна у реализацији, лична по концепцији, другачија од токова нашег савременог сликарства.
Палета Драгиње Влашић се афирмише смелим односима у којима су доминантне цинобер и крапак, тамнозелана, умбра, ултрамарин и кобалт и интензивно хромножуто. То је богата, звучна, чиста палета интензивне колористичности која кроз сликарево чулно осећање материје, у наизменичности житке и густе пасте, чува виталност осликаних површина. Али, у контексту ументикових окупација, оваква палета делује и у једном друкчијем смислу. Јер, особине ових бојених сазвучја која се узајамно обогаћују, тумачи су и неких битних особености сликареве интимне личности која кроз експресионистички доживљај следи симболичку визију.
Сензибилна и страсна личност, заљубљеник сликарске материје коју она меси, слаже, расипа испуњавајући је и квалитетом и звучношћу, Драгиња Влашић примењује и синтетизује још једну особину својствену репертоару симболичког сликарства - музичку интерпретацију бојом. Отуда њене слике звуче, али никада „женски“ нежно и сентиментално, него дубоко, снажно, драматично. Та специфична сонорност боје, допирући из свих делова слике, увлачи гледаоца у свој вртлог, сугеришући атмосферу неког другог, оностраног постојања које налази одјека дубоко у нама, али је истовремено ван свега познатог или виђеног. Оваквом вишесмерношћу деловања слике, што бојом и звуком ангажује чула, гледалац је уверен у слику где открива уметникову идеју.
Драгиња, окренута визији и сновидјењу, у сталном је дијалогу са својим унутрашњим бићем. Загледана у оностране драматичне просторе, од видјеног је задржала само фигуру која транспонујући преображава до сугестивног, огромног човеколиког светлућег знака, узбудљиве обојености, симболички осмишљеног.
Формирање уметниковог идејног и тематског света увек је комплексан процес, а његова генеза, нарочито код стваралаца Драгињиног опредељења и концепције, никада није у потпуности ни докучива ни објашњива. Зато је на месту напомена да је Драгиња Влашић упоран читалац - показује то и инспирација њених цртежа - и страстан слушалац, а и сама је много тога записала. Можда избор песника - Хомер, Вергилије, Данте, Шекспир - као и музичара - Бах и Хендл, Бетовен и посебна наклоност за Вагнерову музику - избор, дакле, уметника са чијим се делима сродила, указује и на карактер и правац њеног сликарства. Мотив Драгиње Влашић је алегоријски, иконографија алузивна, а истргнуто из света визије, ником слично, властито, њено сликарство се улива у токове симболизма.
Да симболизам није ни стил ни школа, него особен начин ументички изражено осећање живота, из света, показују неосимболистичке слике Драгиње Влашић. Не чинећи уступке било чијем укусу и мишљењу, Драгиња је од оне врсте уметничких темперамената које није могуће дефиницијом обухватити и њена поетика и њена визија измичу категоризацији. Озарена унутрашњом ватром извесних сазнања и снагом стваралачке страсти, намеће она и гледаоцу своје симболистички доживљено, сумњом и сетом засенчено питање о смислу живљења. Трагајући за одговорима ументик открива једну специфичну духовност која га одваја од стварности, али његово дело уписује у сведочанства аутентичне креативности.
Од својих дела као најзначајније је оцењивала циклус страдања, митови и лиови и епопеја трагичног јунаштва. Међу тим сликама ке особит издвајала слике: Клан, Ифигенија, Непознати, Ктитори, Катаклизма, Отмица Европе итд...

### Изложбе
- Изложбени павиљон „Масарикова 4", Београд 1959.
- Здање Канал Дунав—Тиса—Дунав, Нови Сад 1960.
- Музеј Источне Босне, Тузла 1962.
- Галерија Културног центра Београда, Београд 1964.
- Галерија дома Ваздухопловства, Земун 1974.
- Позориште “Атеље 212" 1974.
- Народно позориште, Земун 1981.
- Галерија”Пинки”, Земун 1984.
- Бројне групне изложбе УЛУС и ЛАДА